# Katarzyna Zillmann
Katarzyna Zillmann (sinh ngày 26 tháng 7 năm 1995) là một vận động viên chèo thuyền người Ba Lan. Cô đã giành được huy chương vàng ở nội dung đua thuyền bốn người tại Giải vô địch chèo thuyền thế giới 2018, huy chương bạc tại Thế vận hội mùa hè 2020 ở Tokyo.

## Cuộc đời và sự nghiệp
Katarzyna Zillmann sinh năm 1995 tại Toruń và bắt đầu tập chèo từ năm 14 tuổi. Năm 2017, cô giành vị trí thứ 4 trong nội dung chèo thuyền bốn người nữ tại Giải vô địch chèo thuyền châu Âu 2017 và huy chương bạc tại Giải vô địch chèo thuyền thế giới 2017 (cùng với Agnieszka Kobus, Marta Wieliczko và Maria Springwald).
Năm 2018, cô giành tấm huy chương vàng tại Giải vô địch chèo thuyền châu Âu 2018 ở Glasgow, Giải vô địch chèo thuyền thế giới 2018 ở Plovdiv.
Năm 2019, cô giành huy chương bạc nội dung đua thuyền bốn người nữ tại Giải vô địch chèo thuyền thế giới 2019.
Năm 2021, cô giành huy chương bạc nội dung đua thuyền bốn người nữ tại Thế vận hội Mùa hè 2020 ở Tokyo (cùng với Agnieszka Kobus, Marta Wieliczko và Maria Sajdak).
Tháng 8 năm 2021, cô được trao tặng Huân chương Polonia Restituta.

## Đời tư
Katarzyna Zillmann là một trong số 168 vận động viên tham gia Thế vận hội Olympic mùa hè 2020. Cô công khai xu hướng tính dục. Năm 2019, cô tham gia chiến dịch xã hội "Thể thao chống lại sự kỳ thị đồng tính". Cô ấy đang có mối quan hệ với vận động viên ca nô Julia Walczak. Ngày 21 tháng 10 năm 2021, cô nhận danh hiệu Đại sứ Cộng đồng LGBT tại lễ trao giải LGBT+ Diamond Awards.